# Enlazador
Un enlazador (en inglés, linker) es un programa que toma los objetos generados en los primeros pasos del proceso de compilación, la información de todos los recursos necesarios (biblioteca), quita aquellos recursos que no necesita, y enlaza el código objeto con su(s) biblioteca(s) con lo que finalmente produce un fichero ejecutable o una biblioteca.
En el caso de los programas enlazados dinámicamente, el enlace entre el programa ejecutable y las bibliotecas se realiza en tiempo de carga o ejecución del programa.
- Datos: Q523796